# Tarrlok
Tarrlok era representante de la Tribu Agua del Norte y el presidente del Consejo de la República Unida. Político ambicioso que deseaba lo mejor para Ciudad República, se le consideraba imparcial y compasivo. Sin embargo, tras las puertas del Consejo pudo haber sido manipulador y mantuvo una rivalidad durante un largo tiempo con Tenzin acerca de cómo alcanzar mejoras y de cómo solucionar los conflictos en la ciudad.

## Historia

### Pasado
Tarrlok era hijo del prominente mafioso de Ciudad República Yakone. Su padre fue apresado, pero logró escapar y se sometió a una cirugía para cambiar su apariencia e identidad permitiéndole rehacer su vida dentro de la Tribu agua del Norte. Allí conoció a una joven con la que tuvo dos hijos, Tarrlok y Noatak (quien después se convertiría en Amon).
La vida de Yakone fue feliz hasta que descubrió que sus dos hijos eran Maestros Agua. Fue entonces cuando comenzó a entrenarlos y les enseñó la técnica ilegal de "Sangre Control". Cuanto más entrenaban sus hijos, Yakone más deseaba vengarse del Avatar por quitarle su control, teniendo preferencia hacia su hijo Noatak, quien era considerado un prodigio por su gran fortaleza.
Con el tiempo, el entrenamiento de Yakone fue tan estricto que pidió a sus hijos que practicaran Sangre Control entre ellos. Fue entonces cuando Noatak se reveló y huyó de la tribu. La familia de Tarrlok quedó devastada después de la partida de su hermano.
Muchos años después, Tarrlok se convirtió en el representante de la Tribu Agua del Norte en el Consejo de la República Unida, e incluso se convirtió en el Presidente del Consejo, ocultando su identidad como hijo del criminal Yakone. No supo darse cuenta de que Amon en realidad se trataba de su hermano, siendo la historia de éste farsa total. Tarrlok se enteró de este hecho tras haber sido despojado de su control.
Korra lo encontró apresado en las instalaciones de Amon en la Isla del Templo Aire de la ciudad, donde le contó toda su historia
Posteriormente Amon fue derrotado y la fuerza Ecualista se desvaneció. Noatak, después de ser Amon, liberó a su hermano y le pidió que lo acompañara, aceptando Tarrlok aunque finalmente éste acaba con la vida de ambos: Viajando en un bote, mientras hablaban del pasado, tomó un guante Ecualista que había quedado olvidado y lanza un rayo hacia una lata de gasolina y tras decirle a su hermano: "...todo será como en los viejos tiempos".

## Personalidad
Aunque la mayoría de la opinión pública lo ve como imparcial y un hombre decente que quiere lo mejor para Ciudad República, Tarrlok se muestra como un ambicioso si no es manipulador elitista a puerta cerrada. Frío y despiadado cuando se trata de alcanzar sus objetivos, él no está por encima de usar tácticas sucias, como la agresión y el soborno para conseguir lo que quiere. Tenzin y Tarrlok tienen una rivalidad de larga data, rara vez suelen ponerse de acuerdo sobre qué es mejor para Ciudad República.

## Habilidades
Tarrlok demostró una gran habilidad en Agua Control. Fue capaz de derrotar a varios bloqueadores de chi en un escondite de Ecualistas con facilidad e incluso desafió a Korra. Además, fue capaz de usar Sangre Control sin la luna llena. Tenía suficiente confianza en sus habilidades como para liderar una fuerza de tarea especial y también mostró ser muy inteligente, consciente de los movimientos Ecualistas y de los acontecimientos históricos. También era muy persuasivo, con facilidad pudo modificar las decisiones de los otros miembros del Consejo a su punto de vista.